# همه ریموند را دوست دارند
همه ریموند را دوست دارند یک مجموعه تلویزیونی کمدی موقعیت به کارگردانی فیلیپ روزنتال است که از تاریخ ۱۳ سپتامبر ۱۹۹۶ تا ۱۶ مه ۲۰۰۵ با ۲۱۰ قسمت و ۹ فصل در شبکه سی‌بی‌اس پخش شد. از جمله بازیگران سرشناس مجموعه می‌توان از ری رومانو، پاتریشا هیتون، براد گرت، دوریس رابرتس، پیتر بویل، مادلین سوئیتن و مونیکا هوران نام برد. بیشتر قسمت‌های نه فصل مجموعه همراه با یک حضار استودیویی فیلمبرداری شده‌است.
این سریال بازخوردهای مثبتی دریافت کرد و در رتبه‌بندی خنده‌دارترین کمدی‌های تلویزیونی توسط کامپلکس رتبه ۴۹، در بهترین مجموعه تلویزیونی همیشه توسط تی‌وی گاید رتبه ۶۰، توسط رولینگ استون یازدهمین سیتکام برتر دارای یک استندآپ کمدین و سی و پنجمین سیتکام برتر همیشه، و (در کنار ساوت پارک) شصت و سومین مجموعه تلویزیونی برتر تاریخ توسط انجمن نویسندگان آمریکا را به دست آورد. در یک نظرسنجی توسط هالیوود ریپورتر، همه ریموند را دوست دارند رتبه ۹۶ را به‌دست‌آورد.
تا سال ۲۰۱۶، این سریال در نتفلیکس در ایالات متحده در دسترس بود. این مجموعه در ۱۵ ژوئیه ۲۰۲۰ به سرویس اشتراکی پیکاک برای مخاطبان پریمیوم پیوست.